# Чарлстон (Јужна Каролина)
Чарлстон (енгл. Charleston) град је у САД у савезној држави Јужна Каролина. По подацима из 2008. године у граду је живело 111.978 становника.

## Географија
Чарлстон се налази на надморској висини од 6 m. Подигнут је на полуострву између ушћа Ешлија и Купера, у заливу којим до Чарлстона води пловни пут избагерован до 10,7 m.
Од индустријских грана развијен је туризам, уз велики број хотела, ресторана и хостела. Град има две луке, односно доставна терминала (shipping terminal). У скорије време је знатно развијен сектор информационих технологија. Има неколико високообразовних институција.

## Историја
Град је основан 1670. године. Добио је име по енглеском краљу Чарлса II. Године 1690. године Чарлстон је имао 1200 становника и био је пети највећи град у Северној Америци, и остао међу десет највећих градова у САД према попису становништва из 1840. године.
Чарлстон је у Америци познати као и „свети град“ с обзиром на бројне цркве, а црквени торњеви доминирају панорамом града. У прошлости је био толерантан град према религијама с обзиром да је један од ретких градова од првобитних 13 колонија који је допустио живот у граду француским протестантима хугенотима, и то је тренутно једини град у САД који има хугенотску цркву.
Град је био разрушен у Америчком грађанском рату. Такође, Чарлстон је погодио земљотрес 1886. године, када су многе историјске зграде срушене и погинуло много становника, али се број становника у четири године обновио. Данас се град гледа као северноамерички архитектонски бисер, с много објеката из 19. стољећа који су добро сачувани.

## Демографија
По попису из 2010. године број становника је 120.083, што је 23.433 (24,2%) становника више него 2000. године.
|                   | 2010.            | 2000.           |
| Укупно            | 120 083 (100,0%) | 96 650 (100,0%) |
| Белци             | 82 427 (68,64%)  | 60 187 (62,27%) |
| Афроамериканци    | 30 491 (25,39%)  | 32 864 (34,00%) |
| Хиспаноамериканци | 3 451 (2,874%)   | 1 462 (1,513%)  |
| Азијати           | 1 971 (1,641%)   | 1 197 (1,238%)  |
| Остали            | 1 743 (1,451%)   | 940 (0,973%)    |

По попису становништва из 2000. године у граду је живело 96.650 становника, док је просечна густина насељености 829 ст./km².

## Познате особе
- Мелани Торнтон америчко-немачка поп певачица која је славу стекла у Немачкој.
- Роберт Џордан амерички писац епске фантастике, познат као аутор серијала Точак времена.

## Градови пријатељи
- Савана, САД
- Сполето, Италија